# Jaap Oudkerk
Jacob Oudkerk, més conegut com a Jaap Oudkerk   (Landsmeer, 2 d'agost de 1937 - Almere, 17 de febrer de 2024) va ser un ciclista neerlandès, que fou professional entre 1965 i 1972. Es dedicà principalment al ciclisme en pista.
Com a ciclista amateur va prendre part en els Jocs Olímpics de Tòquio de 1964, en què guanyà una medalla de bronze en la prova de persecució per equips, junt a Cor Schuuring, Henk Cornelisse i Gerard Koel.
Com a amateur també guanyà un campionat del món de mig fons i dos campionats nacionals. Com a ciclista professional revalidà el títol mundial de mig fons i guanyà tres campionats nacionals en pista

## Palmarès
- 1963
  -  Campió dels Països Baixos de persecució amateur
  - Vencedor d'una etapa de l'Olympia's Tour
- 1964
  -  Campió del món de mig fons amateur
  -  Campió dels Països Baixos de mig fons amateur
  -  Medalla de bronze als Jocs Olímpics de Tòquio en persecució per equips
- 1965
  -  Campió dels Països Baixos de mig fons
- 1967
  - Campió d'Europa de mig fons
  -  Campió dels Països Baixos de mig fons
- 1969
  -  Campió del món de mig fons
- 1972
  -  Campió dels Països Baixos de persecució